# Rolf Back
Rolf Erik Vilhelm « Rofa » Back (né le 13 mai 1928 à Helsinki et mort le 6 août 2009 à Porvoo) est un athlète finlandais spécialiste du 400 mètres. Éliminé en série des Jeux olympiques d'été sur 400 mètres et avec l'équipe finlandaise de relais, il remporte la médaille de bronze aux championnats d'Europe 1954 sur relais 4 x 400 m. Il concourt pour le club d'Helsinki, le HIFK.

## Biographie

### Palmarès
| Date | Compétition           | Lieu      | Résultat | Épreuve   | Performance  |
| ---- | --------------------- | --------- | -------- | --------- | ------------ |
| 1950 | Championnats d'Europe | Bruxelles | 6e       | 4 x 400 m | 3 min 16 s 6 |
| 1954 | Championnats d'Europe | Berne     | 3e       | 4 x 400 m | 3 min 11 s 5 |

### Records
| Épreuve    | Performance | Lieu     | Date              |
| ---------- | ----------- | -------- | ----------------- |
| 400 mètres | 47 s 7      | Helsinki | 15 septembre 1951 |